# Carea costiplaga
Carea costiplaga är en fjärilsart som beskrevs av Swinhoe 1893. Carea costiplaga ingår i släktet Carea och familjen trågspinnare. Inga underarter finns listade i Catalogue of Life.